# Philopotamus aequalis
Philopotamus aequalis är en nattsländeart som beskrevs av Banks 1924. Philopotamus aequalis ingår i släktet Philopotamus och familjen stengömmenattsländor. Inga underarter finns listade i Catalogue of Life.